# 吉霍德科里亚
吉霍德科里亚，是西班牙埃斯特雷马杜拉卡塞雷斯省的一个市镇。总面积75平方公里，总人口280人（2001年），人口密度4人/平方公里。